# Laguna de Pumacocha
La laguna de Pumacocha es una laguna peruana de agua dulce ubicada en el departamento de Ayacucho. Está ubicada a 717 km de la ciudad de Ayacucho y a una altitud de 3126 m s. n. m., en el distrito de Vischongo, provincia Vilcashuamán. En él se puede observar aves como los flamencos o parihuanas, así como el volcán Sara Sara y el Achatayhua.